# Václav Svěrkoš
Václav Svěrkoš (født 1. november 1983 i Třinec) er en tjekkisk fodboldspiller, som gennem karrieren har spillet for blandt andet Austria Wien, Hertha Berlin og Borussia Mönchengladbach. Han var med i Tjekkiets trup ved EM 2008 og scorede turneringens første mål, da han i åbningskampen mod Schweiz blev skiftet ind i stedet for Jan Koller.